# Secteur aérien
Un secteur aérien est une portion de l'espace aérien dans laquelle un poste de contrôle aérien gère les flux d'avions entrants et sortants.

## Description
Un secteur se trouve décrit par :
- un plancher (éventuellement plusieurs) ;
- un plafond (là encore, il pourrait y en avoir plusieurs) ;
- des limites géographiques ;
- une fréquence[1].

## Secteurs par pays

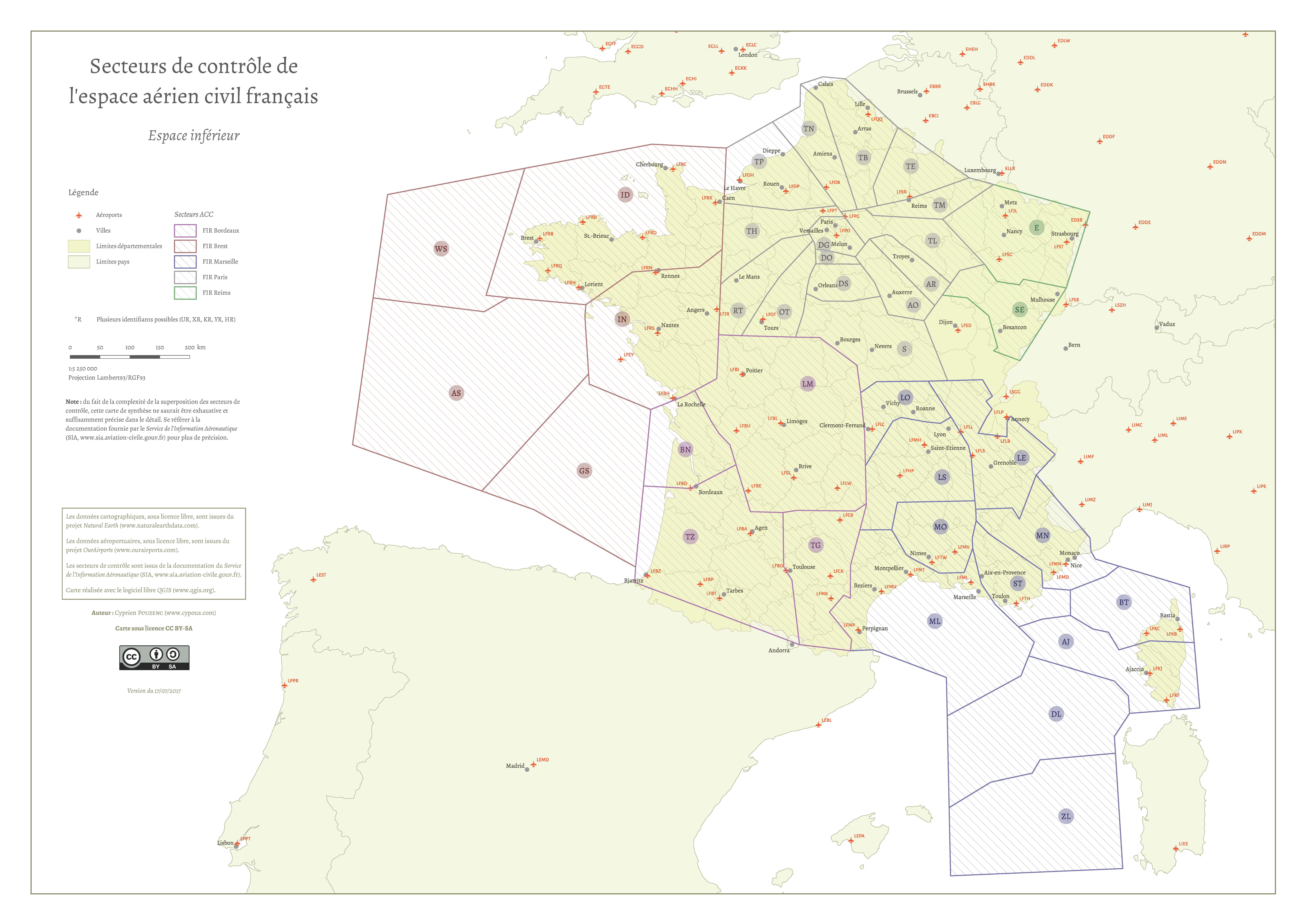
Carte des secteurs de contrôle de l'espace aérien civil français - espace inférieur

### France
L'espace aérien civil français est découpé en secteurs de contrôle géographiques et altimétriques. Les cinq centres de contrôles régionaux, couvrant l'intégralité du territoire national, sont chargés du trafic en croisière tandis que les nombreux centres de contrôles d'approche s'occupent des abords d'aérodromes. Les communications s'opèrent par radio. Chaque secteur dispose de sa propre fréquence. Néanmoins, en fonction du trafic, les secteurs peuvent être regroupés afin d'en faciliter la gestion à moindre personnel. Ainsi, durant son trajet, un avion va traverser de multiples secteurs, changeant régulièrement d'interlocuteur et de fréquence.

## Autres définitions

### Économie
D’un point de vue économique, le secteur aérien est un secteur économique qui regroupe les principales compagnies aériennes et les aéroports.
Le secteur de l'aérien englobe de nombreuses activités :
- le transport de passagers ;
- le transport de marchandises ;
- la maintenance aéronautique et aéroportuaire ;
- l'assistance en escale (accueil des passagers, acheminement des bagages, assistance aux avions de l'atterrissage au décollage,...) ;
- l'exploitation des infrastructures aéroportuaires (aérogare, piste et aires de manœuvre, parcs de stationnement, zones commerciales,...) ;
- le travail aérien (lutte contre les incendies, surveillance aérienne, prise de photos, écoles de pilotage,...) ;
- les exploitants de drones civils ;
- les écoles de formation des professionnels du secteur (mécanicien avion, assistant piste, agent d'escale commercial, membre d'équipage technique et commercial, droniste,...)[3].